# Alexander Windsor, Bá tước xứ Ulster
Alexander, Bá tước xứ Ulster (Alexander Patrick Gregers Richard Windsor; sinh ngày 24 tháng 10 năm 1974) là một cựu sĩ quan Quân đội người Anh. Ông là con trai cả của Vương tôn Richard, Công tước xứ Gloucester và Birgitte, Công tước phu nhân xứ Gloucester. Alexander hiện đang đứng thứ 31 trong dòng kế vị ngai vàng nước Anh và là người thừa kế ấn định cho tước hiệu của cha mình.

## Tiểu sử
Alexander sinh tại Bệnh viện St Mary, London là con cả và là con trai duy nhất của Công tước và Công tước phu nhân xứ Gloucester (Vương tôn Richard và Birgitte Duers). Khi mới sinh, ông đứng thứ 9 trong danh sách kế vị ngai vàng Anh nhưng tính đến hiện tại ông đứng thứ 31 trong danh sách này.
Giống như những người anh em họ William, Thân vương xứ Wales, Vương tử Harry và George Windsor, Bá tước St Andrews, Alexander đã học tại Eton College. Sau đó ông học tại RMAS và có bằng của King's College London. Ông được đưa vào King's Royal Hussars, một nhánh của Quân đội Anh vào năm 1995 và là đại úy từ năm 2000 (cấp thiếu tá năm 2008). Ông hoạt động tại Kosovo vào năm 2002 và có thông tin cho rằng trung đoàn của Alexander sẽ được triển khai tới Iraq.
Vào ngày 22 tháng 6 năm 2002 ông kết hôn với Claire Booth, một bác sĩ, tại Queen's Chapel, Cung điện St. James. Đến ngày 12 tháng 3 năm 2007, đứa con đầu lòng là Xan, Nam tước Culloden chào đời. Vào ngày 20 tháng 5 năm 2010, họ đón thêm sự chào đời của con gái là Cosima Rose Alexandra Windsor. Vợ của ông, Claire hiếm khi xuất hiện trước công chúng, không giống như các chị gái của bà, Quý cô Davina và Rose Windsor.